# Unterseeboot 161 (1941)
Pour les articles homonymes, voir Unterseeboot 161.
Le Unterseeboot 161 (ou U-161) est un sous-marin allemand (U-Boot) de type IX.C utilisé par la Kriegsmarine pendant la Seconde Guerre mondiale.

## Historique
Mis en service le 8 juillet 1941, l'Unterseeboot 161 reçoit sa formation de base à Stettin en Pologne au sein de la 4. Unterseebootsflottille jusqu'au 31 décembre 1941, il rejoint sa flottille de combat à Lorient en France dans la 2. Unterseebootsflottille.
Il quitte le port de Kiel pour sa première patrouille le 3 janvier 1942 sous les ordres du Kapitänleutnant Albrecht Achilles. Après 13 jours en mer, il rejoint la base sous-marine de Lorient qu'il atteint le 15 janvier 1942.
L'Unterseeboot 161 a effectué six patrouilles dans lesquelles il a coulé 12 navires marchands pour un total de 60 107 tonneaux et un navire de guerre de 1 130 tonnes et a endommagé cinq navires marchands pour un total de 38 977 tonneaux dont un non réparable de 3 305 tonneaux et un navire de guerre de 5 450 tonnes au cours de ses 405 jours en mer.
Sa sixième patrouille le fait partir du port de Lorient le 18 août 1943 toujours sous les ordres du Kapitänleutnant Albrecht Achilles. Après 51 jours en mer et un palmarès de deux navires marchands coulés pour un total de 10 470 tonneaux, l'U-161 est coulé à son tour le 27 septembre 1943 dans l'Atlantique sud au large de Bahia au Brésil à la position géographique de 12° 30′ S, 35° 35′ O par des charges de profondeur lancées par un hydravion américain Martin PBM Mariner de l'escadron USN VP-74/P-2 .

Les 53 membres de l'équipage sont tués lors de cette attaque.

## Affectations successives
- 4. Unterseebootsflottille du 8 juillet au 31 décembre 1941 (entrainement)
- 2. Unterseebootsflottille du 1er janvier 1942 au 27 septembre 1943 (service actif)

## Commandement
- Kapitänleutnant Hans-Ludwig Witt du 8 juillet au 31 décembre 1941
- Kapitänleutnant Albrecht Achilles  du 1er janvier 1942 au 27 septembre 1943

## Patrouilles
|       | Commandant               | Départ            | Départ  | Arrivée           | Arrivée | Jours     | Succès    |
| ----- | ------------------------ | ----------------- | ------- | ----------------- | ------- | --------- | --------- |
| 1     | Kptlt. Albrecht Achilles | 3 janvier 1942    | Kiel    | 15 janvier 1942   | Lorient | 13 jours  |           |
| 2     | Kptlt. Albrecht Achilles | 24 janvier 1942   | Lorient | 2 avril 1942      | Lorient | 69 jours  | 58 544    |
| 3     | Kptlt. Albrecht Achilles | 28 avril 1942     | Lorient | 7 août 1942       | Lorient | 102 jours | 9 500     |
| 4     | Kptlt. Albrecht Achilles | 19 septembre 1942 | Lorient | 9 janvier 1943    | Lorient | 113 jours | 26 895    |
| 5     | Kptlt. Albrecht Achilles | 13 mars 1943      | Lorient | 7 juin 1943       | Lorient | 87 jours  | 255       |
| 6     | Kptlt. Albrecht Achilles | 8 août 1943       | Lorient | 27 septembre 1943 | Coulé   | 51 jours  | 10 470    |
| Total | Total                    | Total             | Total   | Total             | Total   | 435 jours | 105 664 t |

Note : Kptlt. = Kapitänleutnant

## Navires coulés
L'Unterseeboot 161 a coulé douze navires marchands pour un total de 60 107 tonneaux et un navire de guerre de 1 130 tonnes et a endommagé cinq navires marchands pour un total de 38 977 tonneaux dont un non réparable de 3 305 tonneaux et un navire de guerre de 5 450 tonnes au cours des six patrouilles (405 jours en mer) qu'il effectua.
| Date              | Nom               | Nationalité            | Tonnage (GRT) | Fait                      |
| ----------------- | ----------------- | ---------------------- | ------------- | ------------------------- |
| 19 février 1942   | SS British Consul | Royaume-Uni            | 6 940         | Endommagé                 |
| 19 février 1942   | Mokihana          | USA                    | 7 460         | Endommagé                 |
| 21 février 1942   | Circe Shell       | Royaume-Uni            | 8 207         | Coulé                     |
| 23 février 1942   | Lihue             | USA                    | 7 001         | Coulé                     |
| 7 mars 1942       | Uniwaleco         | Afrique du Sud         | 9 755         | Coulé                     |
| 10 mars 1942      | Lady Nelson       | Canada                 | 7 970         | Endommagé                 |
| 10 mars 1942      | Umtata            | Royaume-Uni            | 8 141         | Endommagé                 |
| 14 mars 1942      | Sarniadoc         | Canada                 | 1 940         | Coulé                     |
| 15 mars 1942      | USCGC Acacia      | USA                    | 1 130         | Coulé                     |
| 16 juin 1942      | Nueva Altagracia  | République dominicaine | 30            | Coulé                     |
| 22 juin 1942      | E.J. Sadler       | USA                    | 9 639         | Coulé                     |
| 3 juillet 1942    | San Pablo         | Panama                 | 3 305         | Endommagé - Irrécupérable |
| 16 juillet 1942   | SS Fairport       | USA                    | 6 165         | Coulé                     |
| 23 octobre 1942   | HMS Phoebe        | Royaume-Uni            | 5 450         | Endommagé                 |
| 8 novembre 1942   | Bonalder          | Royaume-Uni            | 5 161         | Endommagé                 |
| 8 novembre 1942   | West Humhaw       | USA                    | 5 527         | Coulé                     |
| 29 novembre 1942  | Tjilboet          | Pays-Bas               | 5 760         | Coulé                     |
| 12 décembre 1942  | Ripley            | Royaume-Uni            | 4 997         | Coulé                     |
| 19 mai 1943       | Angelus           | Canada                 | 255           | Coulé                     |
| 20 septembre 1943 | St. Usk           | Royaume-Uni            | 5 472         | Coulé                     |
| 26 septembre 1943 | Itapagé           | Brésil                 | 4 998         | Coulé                     |